# Meligethes
Genre
Meligethes est un genre d'insectes coléoptères de la famille des Nitidulidae.

## Espèces rencontrées en Europe
- Meligethes acicularis C. Brisout de Barneville 1863
- Meligethes aeneus (Fabricius 1775) -méligèthe du colza
- Meligethes angustatus Küster 1848
- Meligethes anthracinus C. Brisout de Barneville 1863
- Meligethes assimilis Sturm 1845
- Meligethes ater C. Brisout de Barneville 1863
- Meligethes atramentarius Förster 1849
- Meligethes atratus (Olivier 1790)
- Meligethes bidens C. Brisout de Barneville 1863
- Meligethes bidentatus C. Brisout de Barneville 1863
- Meligethes bithynicus Audisio 1988
- Meligethes brachialis Erichson 1845
- Meligethes brevis Sturm 1845
- Meligethes brisouti Reitter 1871
- Meligethes brunnicornis Sturm 1845
- Meligethes bucciarellii Audisio 1976
- Meligethes buduensis Ganglbauer 1899
- Meligethes buyssoni C. Brisout de Barneville 1882
- Meligethes canariensis Kirejtshuk 1997
- Meligethes carinulatus Förster 1849
- Meligethes carpathicus Audisio, Jelínek & Stevanovic 1999
- Meligethes caudatus Guillebeau 1897
- Meligethes chlorocyaneus Audisio & Jelínek 1977
- Meligethes coeruleovirens Förster 1849
- Meligethes coerulescens Kraatz 1858
- Meligethes cooteri Audisio 1989
- Meligethes coracinus Sturm 1845
- Meligethes coronillae Easton 1962
- Meligethes corvinus Erichson 1845
- Meligethes czwalinai Reitter 1871
- Meligethes denticulatus (Heer 1841)
- Meligethes devillei Grouvelle 1912
- Meligethes dieckmanni Audisio & Jelínek 1984
- Meligethes difficilis (Heer 1841)
- Meligethes discoideus Erichson 1845
- Meligethes distinctus Sturm 1845
- Meligethes egenus Erichson 1845
- Meligethes elongatus Rosenhauer 1856
- Meligethes erichsoni C. Brisout de Barneville 1863
- Meligethes erysimicola Audisio & De Biase 2001
- Meligethes exilis Sturm 1845
- Meligethes flavimanus Stephens 1830
- Meligethes fulvipes C. Brisout de Barneville 1863
- Meligethes fumatus Erichson 1845
- Meligethes funereus Jelínek 1967
- Meligethes fuscus (Olivier 1790)
- Meligethes gagathinus Erichson 1845
- Meligethes gracilis C. Brisout de Barneville 1863
- Meligethes grenieri C. Brisout de Barneville 1872
- Meligethes haemorrhoidalis Förster 1849
- Meligethes hercules Audisio 1986
- Meligethes hoffmanni Reitter 1871
- Meligethes humerosus Reitter 1871
- Meligethes immundus Kraatz 1858
- Meligethes incanus Sturm 1845
- Meligethes isoplexidis Wollaston 1854
- Meligethes jelineki Audisio 1976
- Meligethes jordanis Jelínek & Spornraft 1979
- Meligethes kaszabi Audisio 1979
- Meligethes khnzoriani Kirejtshuk 1979
- Meligethes kirejtshuki Audisio 1979
- Meligethes kraatzi Reitter 1871
- Meligethes kunzei Erichson 1845
- Meligethes lamii Rosenhauer 1856
- Meligethes leati Easton 1956
- Meligethes lederi Reitter 1871
- Meligethes lepidii Miller 1851
- Meligethes lindbergi Rebmann 1940
- Meligethes longuloides Audisio, De Biase & Antonini 2004
- Meligethes longulus Schilsky 1894
- Meligethes lugubris Sturm 1845
- Meligethes lunariae Audisio & De Biase 1999
- Meligethes mandibularis J. Sahlberg 1913
- Meligethes matronalis Audisio & Spornraft 1990
- Meligethes matthiolae Audisio, De Biase & Antonini 2004
- Meligethes maurus Sturm 1845
- Meligethes minutus C. Brisout de Barneville 1863
- Meligethes mirae Audisio, Jelínek & Stevanovic 1999
- Meligethes morosus Erichson 1845
- Meligethes nanus Erichson 1845
- Meligethes nigerrimus Rosenhauer 1856
- Meligethes nigrescens Stephens 1830
- Meligethes nigritus (Lucas 1849)
- Meligethes normandi Easton 1954
- Meligethes norvegicus Easton 1959
- Meligethes nuragicus Audisio & Jelínek 1990
- Meligethes obscurus Erichson 1845
- Meligethes ochropus Sturm 1845
- Meligethes opacus Rosenhauer 1856
- Meligethes oreophilus Audisio 1984
- Meligethes otini Easton 1954
- Meligethes ovatus Sturm 1845
- Meligethes paschalis Spornraft 1975
- Meligethes pedicularius (Gyllenhaal 1808)
- Meligethes persicus Faldermann 1837
- Meligethes planiusculus (Heer 1841)
- Meligethes punctatus C. Brisout de Barneville 1863
- Meligethes reitteri Schilsky 1894
- Meligethes reyi Guillebeau 1885
- Meligethes rosenhaueri Reitter 1871
- Meligethes rotundicollis C. Brisout de Barneville 1863
- Meligethes ruficornis (Marsham 1802)
- Meligethes salvan Audisio, De Biase & Antonini 2003
- Meligethes scholzi Easton 1960
- Meligethes serripes (Gyllenhaal 1827)
- Meligethes simplex Kraatz 1858
- Meligethes solidus (Kugelann 1794)
- Meligethes spornrafti Audisio 1977
- Meligethes squamosus Jelínek & Marek 1966
- Meligethes subaeneus Sturm 1845
- Meligethes subfumatus Ganglbauer 1899
- Meligethes submetallicus Sainte-Claire Deville 1908
- Meligethes subrugosus (Gyllenhaal 1808)
- Meligethes sulcatus C. Brisout de Barneville 1863
- Meligethes symphyti (Heer 1841)
- Meligethes tauricus Jelínek & Spornraft 1979
- Meligethes tener Reitter 1873
- Meligethes tristis Sturm 1845
- Meligethes umbrosus Sturm 1845
- Meligethes varicollis Wollaston 1854
- Meligethes variolosus Easton 1964
- Meligethes villosus C. Brisout de Barneville 1863
- Meligethes viridescens Fabricius 1787
- Meligethes vomer Kirejtshuk 1978
- Meligethes wollastoni Easton 1950

## Liste d'espèces
Selon ITIS (1 septembre 2014) :
- Meligethes atratus (Olivier, 1790)

Selon NCBI (1 septembre 2014) :
- Meligethes angustatus
- Meligethes arankae
- Meligethes arcuatus
- Meligethes armeniacus
- Meligethes atramentarius
- Meligethes atratus
- Meligethes bidens
- Meligethes bidentatus
- Meligethes brevis
- Meligethes canariensis
- Meligethes carinulatus
- Meligethes cercoides
- Meligethes chevrolati
- Meligethes coerulescens
- Meligethes conformis
- Meligethes coracinus
- Meligethes denticulatus
- Meligethes difficilis
- Meligethes discoideus
- Meligethes distinctus
- Meligethes egenus
- Meligethes elongatus
- Meligethes epeirosi
- Meligethes erichsoni
- Meligethes erysimicola
- Meligethes exilis
- Meligethes flavimanus
- Meligethes fulvipes
- Meligethes fumatus
- Meligethes gagathinus
- Meligethes gracilis
- Meligethes hermanniae
- Meligethes humerosus
- Meligethes immundus
- Meligethes incanus
- Meligethes isoplexidis
- Meligethes kraatzi
- Meligethes lepidii
- Meligethes lindbergi
- Meligethes longulus
- Meligethes matronalis
- Meligethes maurus
- Meligethes minutus
- Meligethes mithra
- Meligethes nanus
- Meligethes nebulosus
- Meligethes newtoni
- Meligethes nigrescens
- Meligethes nigritus
- Meligethes obscurus
- Meligethes ochropus
- Meligethes odiosus
- Meligethes opacus
- Meligethes ovatus
- Meligethes paschalis
- Meligethes pedicularius
- Meligethes planiusculus
- Meligethes prometheus
- Meligethes pubescens
- Meligethes punctatus
- Meligethes reitteri
- Meligethes rimulosus
- Meligethes rotundicollis
- Meligethes ruficollis
- Meligethes ruficornis
- Meligethes rufiventris
- Meligethes saxatilis
- Meligethes scholzi
- Meligethes scotti
- Meligethes serrator
- Meligethes solidus
- Meligethes spornrafti
- Meligethes subaeneus
- Meligethes subfumatus
- Meligethes subglobosus
- Meligethes subrugosus
- Meligethes symphyti
- Meligethes tener
- Meligethes thalassophilus
- Meligethes translatus
- Meligethes tridens
- Meligethes tristis
- Meligethes variabilis
- Meligethes varicollis
- Meligethes viridescens
- Meligethes vultuosus
- Meligethes wollastoni

## Galerie

Quelques espèces vivantes du genre Meligethes
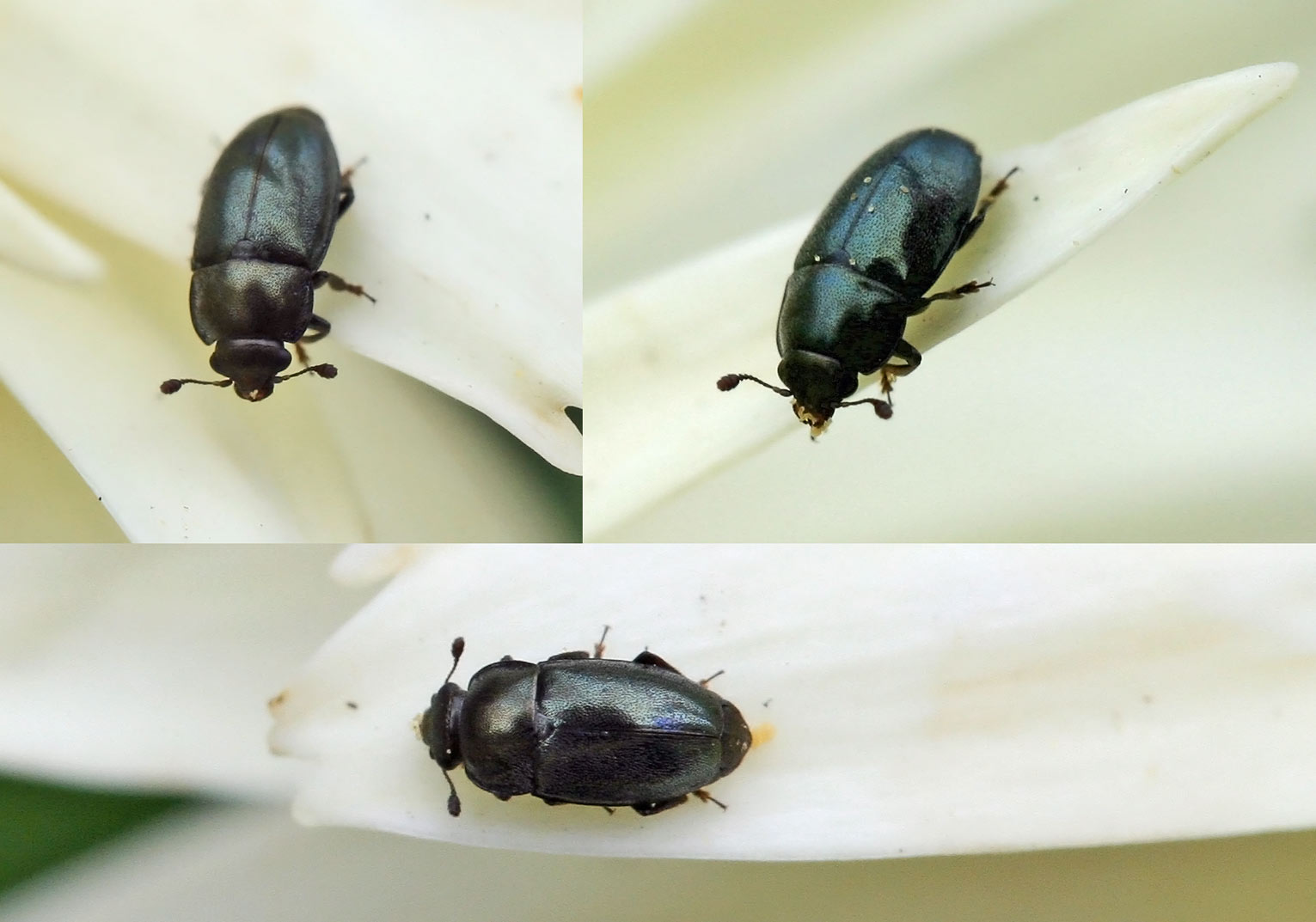
Meligethes aeneus.
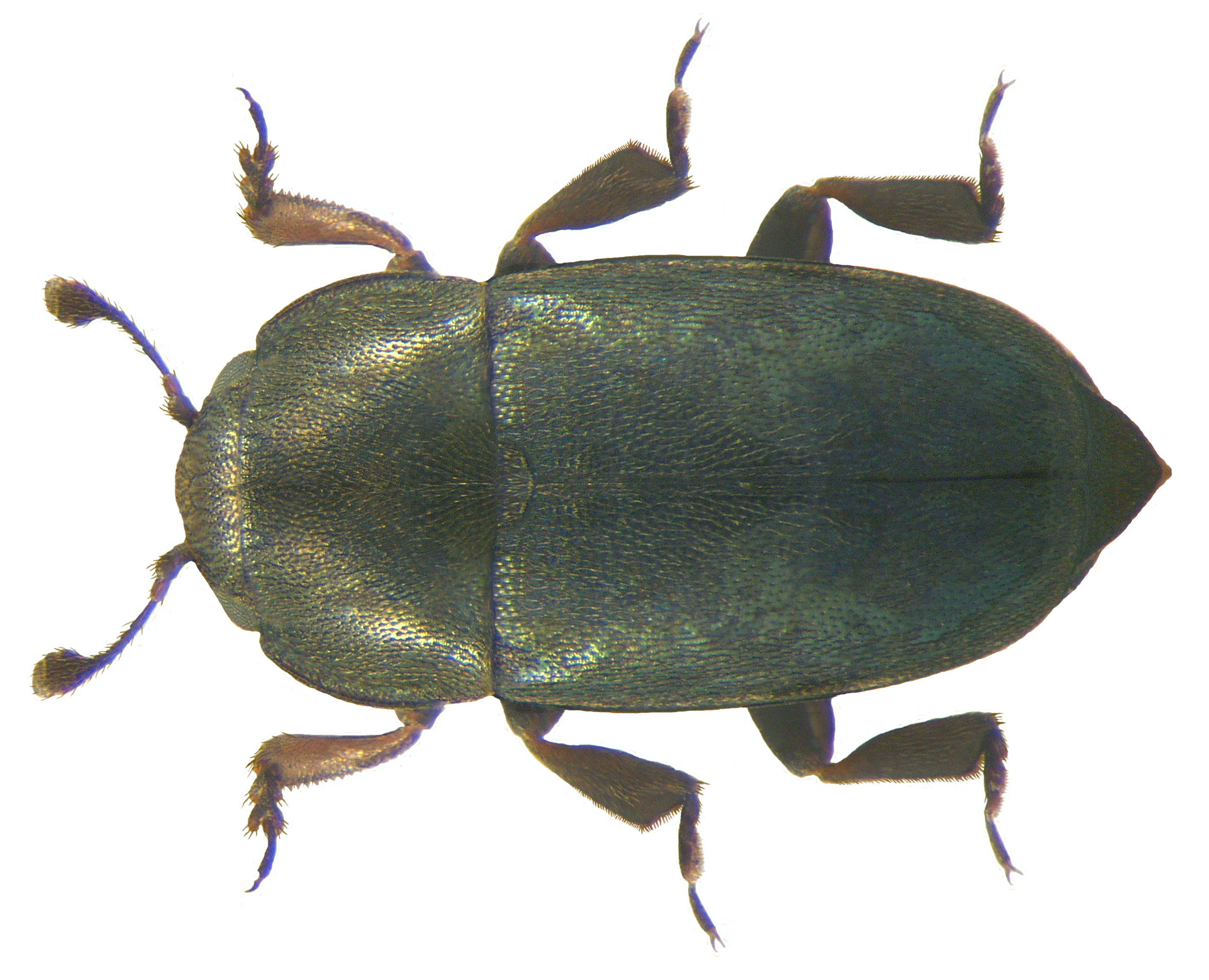
Meligethes aeneus.
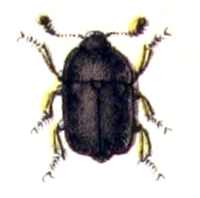
Meligethes atratus.
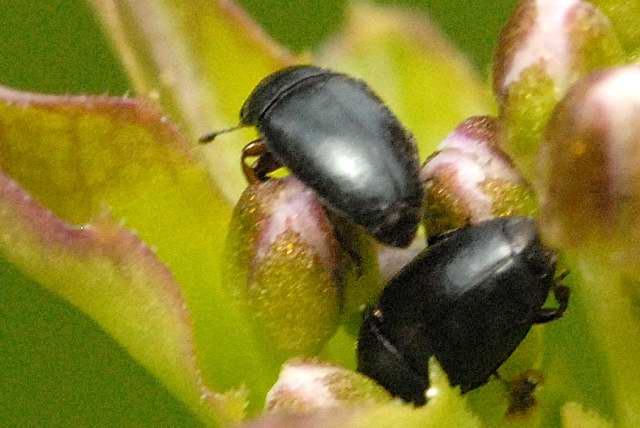
Meligethes flavimanus.